# نیروگاه هسته‌ای فورسمارک
نیروگاه هسته‌ای فورسمارک (به سوئدی: Forsmarks kärnkraftverk) یک نیروگاه هسته‌ای در سوئد است که در بخش اوستهامار واقع شده‌است.